# 克勒德斯赫拉
克勒德斯赫拉（挪威語：Krødsherad）是挪威布斯克吕郡的市镇，行政中心为努勒松村。市镇面积为375平方公里，人口数量为2,201人（2004年），人口密度为每平方公里6人。